# Rudolf Meyer (Publizist)
Rudolf Hermann Meyer (* 10. Dezember 1839 in Friedeberg, Neumark; † 16. Januar 1899 in Dessau) war ein deutscher sozialkonservativer Publizist.

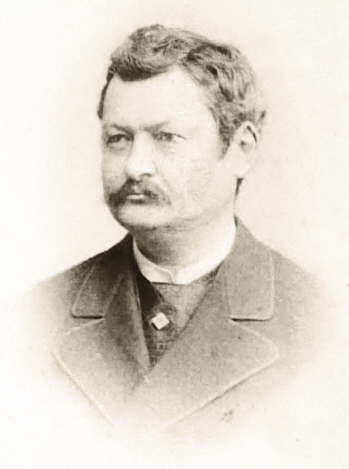
Rudolph Hermann Meyer. Fotografie von Josef Löwy mit Widmung von Meyer an Laura Lafargue „R. Meyer 26. Septbr 1883 Paris.“

## Leben
Meyer besuchte die Schule in Kolberg und Stettin und studierte von 1860 bis 1864 in Friedrich-Wilhelms-Universität zu Berlin zunächst Naturwissenschaften, später Geschichte, Philosophie und Nationalökonomie. Während seines Studiums wurde er im Corps Marchia Berlin aktiv, in das er 1861 recipiert wurde. 1864/65 war Meyer Hauslehrer in Ungarn, dann Journalist in Berlin. Er war seit 1867 enger Mitarbeiter von Hermann Wagener und veröffentlichte in dessen Berliner Revue. 1872 unternahmen beide den erfolglosen Versuch, eine monarchisch-nationale Partei mit stark sozialkonservativem Akzent zu gründen. 1874 promovierte er an der Universität Jena mit einer Arbeit über den „Sozialismus in Dänemark“. Seit 1875 distanzierte sich Meyer von Otto von Bismarck aus Enttäuschung über dessen liberale Wirtschaftspolitik. Er betätigte sich in der Konservativen Partei, wurde aber 1876 wegen „sozialistischer Tendenzen“ ausgeschlossen. Meyer war leitender Redakteur der Berliner Revue (1870–1873). Sein Buch „Politische Gründer und Corruption in Deutschland“ (1877) wurde sofort verboten und Meyer zu eineinhalb Jahren Zuchthaus verurteilt. Meyer floh jedoch nach Österreich und war dort von 1877 bis 1881 als Wirtschaftsredakteur der Zeitung „Vaterland“ tätig. 1881 bis 1889 emigrierte Meyer, zuerst in die USA, dann nach Kanada, wo er erfolgreich einen landwirtschaftlichen Betrieb aufbaute. 1889 kehrte er nach Österreich zurück, war als landwirtschaftlicher Berater für Großagrarier in Böhmen und Mähren tätig und schrieb wieder für das „Vaterland“. Später (1892 bis 1895) schrieb er für die sozialdemokratische Zeitschrift „Die Neue Zeit“. Bereits früher hatte er persönliche und briefliche Kontakte zu Karl Marx, Friedrich Engels, Laura Lafargue und Karl Kautsky unterhalten. 1897 konnte er nach Deutschland zurückkehren.

## Politische Ideen
Meyer vertrat einen streng religiös fundierten sozialen Konservatismus und christlichen Antikapitalismus. Neben Wagener übten Lorenz von Stein und Johann Karl Rodbertus großen Einfluss auf ihn aus. In seinem Hauptwerk „Der Emancipationskampf des Vierten Standes“ postulierte er als Hauptziel den Kampf gegen einen schrankenlosen Wirtschaftsliberalismus. Gegen die Akkumulation des Kapitals empfahl Meyer neben einer umfassenden Sozialgesetzgebung, eine Bodenreform, ein strenges Wucherverbot und Errichtung von Staatsbetrieben. Außerdem befürwortete er eine Stärkung der Gewerkschaften durch Gewährung des Streikrechts sowie eine gesetzliche Arbeitszeitbeschränkung. Seine Hoffnungen setzte er dabei nicht nur auf eine Interessenkoalition aus Grundbesitzern, Kleingewerbetreibenden und Arbeitern, sondern auch auf die Monarchie als einem sozialen Königtum im Sinne Lorenz von Steins. Die erhoffte Sozialreform sollte gleichsam von oben durch die herrschenden Autoritäten Staat, Kirche, besitzende Klasse vollzogen werden, friedlich unter Mithilfe des Vierten Standes. Vorrangig galten ihm die Rechte des Vierten Standes, zugleich sollten aber auch die kulturellen Errungenschaften bewahrt werden. In diesem Sinne war Meyer zugleich sozial und konservativ.

## Schriften (Auswahl)
- Die Actien-Gesellschaften. Handbuch für Banquiers, Actionaire und Geschäftsleute. 4 Bde. A. Schindler, Berlin 1872–1873.
- Die bedrohliche Entwickelung des Sozialismus und die Lehre Lassalles. Berlin 1873.
- Die neueste Literatur zur socialen Frage. Erste Abtheilung. August Schindler, Berlin 1873. MDZ
- Die ländliche Arbeiterfrage in Deutschland. Socialismus – Auswanderung – Mittel gegen beide. Schindler, Berlin 1873. BSB
- Der Socialismus in Dänemark. Ringer & Sohn, Berlin 1875. (Phil. Diss. Jerna 1874)
  - Der Sozialismus in Dänemark. A. Schindler, Berlin 1875. Zbmedgo (Dissertation Jena)
- Der Emancipationskampf des vierten Standes. 2 Bde., A. Schindler, Berlin 1874–1875.BSB Volksausgabe Österreichische Nationalbibliothek. Zweiter Band
- Politische Gründer und die Corruption in Deutschland. E. Bidder, Berlin 1877. BSB[7][8]
- Briefe und socialpolitische Aufsätze von Johann Karl Rodbertus-Jagetzow. Herausg. von Rudolph Meyer. 2 Bde., Klein, Berlin 1880[9]
- Theorie des Socialismus. Der katholische Socialismus. Die Internationale. Deutschland. Schulze. Lassalle. Marx. Die Gewerkvereine. Die Socialconservativen. Die Arbeiterpresse. Stellung der Regierungen zu den socialen Parteien. Schindler, Berlin 1882
- Heimstätten- und andere Wirthschaftsgesetze der Vereinigten Staaten von Amerika, von Canada, Russland, China, Indien, Rumänien, Serbien und England. Mit bisher ungedruckten Briefen Jefferson's und Entwurf zu einem neuen Agrarrecht. Hrsg. mit einleitenden u. erläuternden Abhandlungen von Rudolf Meyer. Bahr, Berlin / Görlitz 1883[10]
- Ursachen der Amerikanischen Concurrenz. Ergebnisse einer Studienreise der Herren Grafen Géza Andrássy durch die Vereinigten Staaten. Hrsg. von R. Meyer. Bahr, Berlin 1893. ECONBIZ
- Der Capitalismus fin de siècle. Verlags-Buchhandlung Austria, Wien 1894 BSB[11]
- Das Sinken der Grundrente und dessen mögliche sociale und politische Fragen. Wien / Leipzig 1894
- Hundert Jahre conservativer Politik und Literatur. Wien und Leipzig 1895
- Colonisation von Arbeitslosen. Ein neues Landwirtschafts-System. Wien / Leipzig 1896

## Artikel ausDie Neue Zeit(Auswahl)
- Anbaupolitik und Nahrungsmittel. In: Die neue Zeit. Revue des geistigen und öffentlichen Lebens. 10.1891-92, 1. Bd. (1892), Heft 11, S. 325–333
- Anbaupolitik und Nahrungsmittel (Schluß) In: Die neue Zeit. Revue des geistigen und öffentlichen Lebens. 10.1891-92, 1. Bd. (1892), Heft 12, S. 365–372
- Die sozialpolitischen Bedeutungen der Getreide-Elevatoren. In: Die neue Zeit. Revue des geistigen und öffentlichen Lebens. 10.1891-92, 2. Bd. (1892), Heft 28, S. 46–54
- Zur Lage der Verstaatlichung des Getreidehandels. In: Die neue Zeit. Revue des geistigen und öffentlichen Lebens. 10.1891-92, 2. Bd. (1892), Heft 30, S. 116–120
- Der Große Generalstab und die nörgelnden Zeitungsschreiber. In: Die neue Zeit. Revue des geistigen und öffentlichen Lebens. 10.1891-92, 2. Bd. (1892), Heft 35, S. 260–268
- Noch einiges über den landwirthschaftlichen Großbetrieb. In: Die neue Zeit. Revue des geistigen und öffentlichen Lebens. 11.1892-93, 2. Bd. (1893), Heft 53, S. 821–827
- Aufhebung des Identitäts-Nachweises (gez. „-r“). In: Die neue Zeit. Revue des geistigen und öffentlichen Lebens. 12.1893-94, 1. Bd. (1894), Heft 18, S. 560–562
- Der Agrarier Noth und Glück. In: Die neue Zeit. Revue des geistigen und öffentlichen Lebens. 12.1893-94, 1. Bd. (1894), Heft 20, S. 613–620
- Aufhebung des Identitäts-Nachweises. In: Die neue Zeit. Revue des geistigen und öffentlichen Lebens. 12.1893-94, 1. Bd. (1894), Heft 24, S. 741–749
- Ueber Latifundien-Landwirthschaft in Nordamerika. In: Die neue Zeit. Revue des geistigen und öffentlichen Lebens. 12.1893-94, 2. Bd. (1894), Heft 48, S. 682–688
- Zwei Briefe von Dr. Rodbertus. In: Die neue Zeit. Revue des geistigen und öffentlichen Lebens. 13.1894-95, 1. Bd. (1895), Heft 8, S. 244–250